# Лассе Кукконен
Лассе Кукконен (фін. Lasse Kukkonen; 18 вересня 1981, м. Оулу, Фінляндія) — фінський хокеїст, захисник. Виступає за «Кярпят» (Оулу) у Лійзі.

## Ігрова кар'єра
Вихованець хокейної школи «Кярпят» (Оулу). Виступав за «Кярпят» (Оулу), «Чикаго Блекгокс», «Норфолк Адміралс» (АХЛ), «Філадельфія Флайєрс», «Філадельфія Фантомс» (АХЛ), «Авангард» (Омськ), «Металург» (Магнітогорськ), «Регле» (Енгельгольм).
В чемпіонатах НХЛ — 159 матчів (6+16), у турнірах Кубка Стенлі — 14 матчів (0+2). В чемпіонатах Швеції — 2 матчі (0+0).
У складі національної збірної Фінляндії учасник зимових Олімпійських ігор 2006, 2010 і 2014 (14 матчів, 0+1), учасник чемпіонатів світу 2005, 2006, 2007, 2009, 2010, 2011, 2012 і 2013 (66 матчів, 2+2). У складі молодіжної збірної Фінляндії учасник чемпіонату світу 2001. У складі юніорської збірної Фінляндії учасник чемпіонату світу 1999.

## Досягнення
- Срібний призер зимових Олімпійських ігор (2006), бронзовий призер (2010, 2014)
- Чемпіон світу (2011), срібний призер (2007), бронзовий призер (2006)
- Чемпіон Фінляндії (2005), срібний призер (2003)
- Учасник матчу усіх зірок КХЛ (2010)
- Переможець юніорського чемпіонату світу (1999)